# Lucila Garfias
 (août 2022).
Pour les articles homonymes, voir Garfias.
Lucila Garfias Gutiérrez (née le 1er décembre 1951) est une femme politique mexicaine affiliée au PANAL. En 2012, elle est élue députée de la LXII Législature du Congrès mexicain représentant l'État de Mexico.

## Sources et références
1. ↑  « Perfil del legislador », Legislative Information System (consulté le 20 septembre 2013)